# Маяк Кейп-Форчу
Маяк Кейп-Форчу (англ. Cape Forchu Lighthouse) — маяк, расположенный в небольшой деревне Кейп-Форчу на одноимённом мысе, в 11 километрах от города Ярмут, графство Ярмут, провинция Новая Шотландия, Канада. Построен в 1839 году. Перестроен в 1961 году.

## История
Ещё в 1604 году французский мореплаватель Самюэль де Шамплен высадился на мысе, который он назвал Форчу (от фр. fourchu ― раздвоенный) из-за двух зубцов земли, которые вдаются в море. Это место было очень опасным для кораблей, шедших в город Ярмут, потому уже в 1838 году парламент Новой Шотландии выдели 750 фунтов стерлингов на строительство маяка, а через год ― еще 250 фунтов. Первый маяк на этом мысе был построен в 1839 году и введён в эксплуатацию 15 января 1840 года. Он представлял собой восьмиугольную деревянную башню высотой 18 метров. Изначально маяк находился на небольшом острове, но позже к острову была построена дамба. В 1857 году был дополнительно построен противотуманный колокол. В 1869 году его заменил более современный противотуманный паровой сигнал. Изначально свет на маяке обеспечивал аппарат из 10 ламп. В 1908 году его заменили на линзу Френеля второго порядка, купленную за $38 000. Прослужив 123 года, маяк обветшал и его было решено заменить новым. Линзу Френеля с оригинального маяка перевезли в музей округа Ярмут.
Новый маяк был построен в 1961 году. Он представляет собой белую башню в форме «яблочной сердцевины» высотой 30 метров с красной вертикальной полосой. Маяк Кейп-Форчу был последним в Канаде маяком, который обслуживали смотрители до 1993 года. Но жилища смотрителей сохранились и в настоящее время там устроен музей.

## В культуре
В 2018 году на маяке и прилегающей территории проходили съёмки фильма «Маяк».